# Ligier JS39
Der Ligier JS39 ist ein Formel-1-Fahrzeug des französischen Rennteams Équipe Ligier, das das Team in der Formel-1-Saison 1993 einsetzte. Gefahren wurde der JS39 von dem britischen Duo Martin Brundle und Mark Blundell. Brundle erreichte mit ihm dreizehn Weltmeisterschaftspunkte; Blundell zehn. In der Konstrukteurswertung belegte Ligier hinter der Scuderia Ferrari den fünften Platz. Mit den Initialen JS in der Typenbezeichnung erinnert Ligier an den 1968 tödlich verunglückten französischen Rennfahrer Jo Schlesser.

## Konstruktion
Der JS39 entsprach weitestgehend den Spezifikationen des JS37, erhielt aber geringfügige aerodynamische Veränderungen. Dabei orientierte sich der Wagen stark am FW15C von Williams F1. Profitieren konnte das Team von der seit 1992 bestehenden Kooperation mit Renault, die ein V10-Triebwerk der Version RS5 für die Saison stellten. Der Motor hatte gemäß FIA-Bestimmungen einen Hubraum von 3493 cm³ und leistete etwa 780 PS (ca. 575 kW) und kam gleichfalls beim Williams-Team zum Einsatz. Er zählte zu den leistungsstärksten Motoren der Saison. Das Tankvolumen umfasste 205 Liter. Das Getriebe hatte 6 Gänge, war halbautomatisch und wurde von Williams bezogen. Die Motorelektronik kam von Bosch. Darüber hinaus verfügte Ligier über eine Traktionskontrolle von Magneti Marelli. Test- und Ersatzfahrer während der Saison war Éric Bernard.
Reifenlieferant war Goodyear, Hauptsponsoren Gitanes Blondes und Elf, die zugleich die Benzinmischung stellten. In der Formel-1-Saison 1994 wurde der modifizierte Ligier JS93B eingesetzt.

## Saisonverlauf
Beim Saisonauftakt in Südafrika qualifizierte sich Blundell auf den achten Rang; Brundle kam auf Rang zwölf. Im Rennen am Sonntag fiel Brundle nach einem Dreher in Runde 57 aus. Blundell hingegen erreichte mit Rang drei einen Podestplatz. In Brasilien fiel Brundle nach einer Kollision mit dem Minardi von Fabrizio Barbazza aus. Blundell sammelte mit Platz 5 erneut wichtige Weltmeisterschaftspunkte. Der dritte WM-Lauf fand im britischen Donington Park statt und stellte den europäischen Auftakt der laufenden Saison dar. Die Ligier-Piloten konnten sich nur auf den Rängen 21 und 22 qualifizieren. Am verregneten Rennsonntag fielen beide durch Dreher aus. Im folgenden Großen Preis von San Marino bestätigte Brundle die Leistungsfähigkeit des JS39 und erreichte nach Alain Prost und Michael Schumacher mit dem dritten Platz die zweite Podestplatzierung des Ligier-Teams. Blundell fiel durch Dreher aus, wurde jedoch noch aufgrund der zurückgelegten Distanz auf Rang 7 gewertet. Der Spanische Grand-Prix brachte für Brundle einen Ausfall; Blundell verpasste mit Rang 7 die Punkte. Der sechste WM-Lauf fand in Monaco statt. Im Rennen am Sonntag konnte Brundle mit Platz 6 einen weiteren Weltmeisterschaftspunkt einfahren, während sein Teamkollege in Runde drei durch einen Dreher ausgeschieden war. Im folgenden Großen Preis von Kanada fuhr Brundle mit Platz 5 erneut in die Punkteränge, während Blundell in Runde 13 erneut durch einen Fahrfehler ausschied. Beim Heim-Grand-Prix auf der Hausstrecke Ligiers, dem Circuit de Nevers Magny-Cours, erzielten die beiden Piloten ihr bestes Qualifikationsergebnis der Saison mit Rang 3 (Brundle) und 4 (Blundell). Im Rennen konnte diese Leistung nicht bestätigt werden. Brundle wurde mit einer Sekunde Rückstand auf Senna Fünfter. Blundell war in Runde 20 durch Dreher ausgefallen. Es war der dritte Ausfall Blundells in Folge. Nach Halbzeit der Saison hatte das Team Ligier 15 Weltmeisterschaftspunkte eingefahren.
Das Fahrerduo qualifizierte sich beim Großen Preis von Großbritannien mit Brundle auf Rang 6 und Blundell auf Rang 9. Im Rennen vor heimischem Publikum erreichte Blundell den 7. Platz; Brundle fiel durch Getriebeprobleme aus, wurde jedoch aufgrund der zurückgelegten Distanz auf Platz 14 gewertet. Der folgende Grand Prix von Deutschland in Hockenheim mit seinen langen Geraden kam den leistungsstarken Renault-Motoren entgegen. Dementsprechend qualifizierten sich die Fahrer auf dem Hochgeschwindigkeitskurs auf Rang 5 (Blundell) und Rang 6 (Brundle). Im Rennen erzielte jedoch nur Blundell Punkte, der hinter Prost und Schumacher seinen zweiten dritten Platz der Saison feierte. Brundle wurde mit einer Runde Rückstand Achter. In Ungarn zeigte das Ligier-Team mit Platz 5 für Brundle und Platz 7 für Blundell weiterhin konstante Leistungen. In den Ardennen fand im Sommer 1993 der Große Preis von Belgien statt. Brundle erreichte im Rennen den 7. Platz und musste sich Riccardo Patrese auf Benetton geschlagen geben. Blundell kollidierte in Runde 42 mit dem Ferrari von Gerhard Berger und schied aus, wurde aber auf Platz 11 gewertet; Berger als Zehnter. Im folgenden Großen Preis von Italien auf dem Autodromo Nazionale Monza fielen beide Ligier aus, Brundle nach Kollision mit Senna in Runde 8 und Blundell in Runde 20 durch einen Dreher. Dies war der zweite und letzte Doppelausfall des Teams 1993. In Portugal fiel Blundell in Runde 51 aus. Brundle kam nur Zehntelsekunden nach Karl Wendlinger auf Sauber als Sechster in das Ziel und gewann einen WM-Punkt. Im vorletzten Rennen der Saison in Japan auf dem Suzuka International Racing Course kamen beiden Ligier in das Ziel, verpassten aber mit Rang 7 (Brundle) bzw. 9 (Blundell) die Punkte. Brundles JS39 fuhr in Japan und Australien mit einer Sonderlackierung des Künstlers Hugo Pratt. Beim Saisonfinale im Großen Preis von Australien erhielt Brundle mit Rang 6 hinter Berger den letzten Punkt der Weltmeisterschaft, während Blundell als Neunter die Ziellinie überfuhr.
Bei 32 Starts hatte Ligier 13 Ausfälle; die meisten durch Fahrfehler.

## Rennergebnisse
| Fahrer               | Nr.                  | 1   | 2   | 3   | 4   | 5   | 6   | 7   | 8   | 9   | 10 | 11 | 12  | 13  | 14  | 15 | 16 | Punkte | Rang |
| -------------------- | -------------------- | --- | --- | --- | --- | --- | --- | --- | --- | --- | -- | -- | --- | --- | --- | -- | -- | ------ | ---- |
| Formel-1-Saison 1993 | Formel-1-Saison 1993 |     |     |     |     |     |     |     |     |     |    |    |     |     |     |    |    | 23     | 5.   |
| M. Brundle           | 25                   | DNF | DNF | 7   | 3   | DNF | 6   | 5   | 5   | 14* | 8  | 5  | 7   | DNF | 6   | 9  | 6  | 23     | 5.   |
| M. Blundell          | 26                   | 3   | 5   | DNF | DNF | 7   | DNF | DNF | DNF | 7   | 3  | 7  | 14* | DNF | DNF | 7  | 9  | 23     | 5.   |

| Legende  | Legende            | Legende                                                          |
| Farbe    | Abkürzung          | Bedeutung                                                        |
| -------- | ------------------ | ---------------------------------------------------------------- |
| Gold     | –                  | Sieg                                                             |
| Silber   | –                  | 2. Platz                                                         |
| Bronze   | –                  | 3. Platz                                                         |
| Grün     | –                  | Platzierung in den Punkten                                       |
| Blau     | –                  | Klassifiziert außerhalb der Punkteränge                          |
| Violett  | DNF                | Rennen nicht beendet (did not finish)                            |
| Violett  | NC                 | nicht klassifiziert (not classified)                             |
| Rot      | DNQ                | nicht qualifiziert (did not qualify)                             |
| Rot      | DNPQ               | in Vorqualifikation gescheitert (did not pre-qualify)            |
| Schwarz  | DSQ                | disqualifiziert (disqualified)                                   |
| Weiß     | DNS                | nicht am Start (did not start)                                   |
| Weiß     | WD                 | zurückgezogen (withdrawn)                                        |
| Hellblau | PO                 | nur am Training teilgenommen (practiced only)                    |
| Hellblau | TD                 | Freitags-Testfahrer (test driver)                                |
| ohne     | DNP                | nicht am Training teilgenommen (did not practice)                |
| ohne     | INJ                | verletzt oder krank (injured)                                    |
| ohne     | EX                 | ausgeschlossen (excluded)                                        |
| ohne     | DNA                | nicht erschienen (did not arrive)                                |
| ohne     | C                  | Rennen abgesagt (cancelled)                                      |
| ohne     | keine WM-Teilnahme |                                                                  |
| sonstige | P/fett             | Pole-Position                                                    |
| sonstige | 1/2/3/4/5/6/7/8    | Punktplatzierung im Sprint-/Qualifikationsrennen                 |
| sonstige | SR/kursiv          | Schnellste Rennrunde                                             |
| sonstige | *                  | nicht im Ziel, aufgrund der zurückgelegten Distanz aber gewertet |
| sonstige | ()                 | Streichresultate                                                 |
| sonstige | unterstrichen      | Führender in der Gesamtwertung                                   |